# Margherita di Berg-Windeck
Margherita di Berg-Windeck in tedesco: Margaretha von Berg (1280 circa – dopo il 1360) è stata contessa consorte di Ravensberg, dal 1316, al 1328, ed erede della contea di Berg.

## Origine
Margherita, secondo il Zeitschrift für vaterländische Geschichte und Altertumskunde, Volume 1, era la figlia femmina primogenita del signore di Windeck, Enrico di Berg-Windeck e Agnese di Mark; anche il documento n° CCLIV della Histoire du Limbourg, vol VI: Codex diplomaticus Valkenburgensis. ci conferma che Margherita era figlia di Enrico e Agnese, che secondo il Levold's von Northof Chronik der Grafen von der Mark era figlia del conte di Mark, Engelberto I e di Cunegonda di Bliescastel.

Enrico di Berg-Windeck, sempre secondo il Levold's von Northof Chronik der Grafen von der Mark era il figlio terzogenito del conte di Berg, Adolfo IV e di Margherita di Hochstaden, che, secondo la Chronica Albrici Monachi Trium Fontium era la nipote di Corrado di Hochstaden, arcivescovo di Colonia, e figlia di Lotario I conte di Hochstaden e della moglie Matilde di Vianden.

## Biografia
Il documento n° CCLIV della Histoire du Limbourg, vol VI: Codex diplomaticus Valkenburgensis., datato 13 settembre 1283, ci informano che, suo zio, Adolfo V, cedette a titolo definitivo, il ducato di Limburgo a Giovanni I di Brabante, in quanto futuro suocero di Margherita (fidanzata in quella data a Goffredo, figlio primogenito di Giovanni).
Suo zio, Guglielmo I, conte di Berg, morì nel 1308, fu sepolto nella cripta di famiglia nell'Abbazia d'Altenberg, e, dato che era senza discendenza, gli succedette il fratello di Margherita, Adolfo, come Adolfo VI; secondo il Levold's von Northof Chronik der Grafen von der Mark, Guglielmo (Wilhelmus comes de Monte) morì nell'aprile 1308 (anno domini MCCCVIII, mense Aprili) e fu sepolto nell'Abbazia d'Altenberg (in Monte Veteri sepelitur) e gli succedette il nipote, Adolfo (Adolphus filius fratris). 
Verso il 1313, Margherita sposò il Conte di Ravensberg, Ottone IV, che era il figlio quintogenito (maschio terzogenito) del conte di Ravensberg, Ottone III e della moglie, Edvige di Lippe, figlia di Bernardo di Lippe e Sofia di Amsberg, come ci viene confermato dal documento n° n° XLIX del Diplomatische Geschichte der alten Grafen von Ravensberg. 
Margherita, negli anni seguenti, compare ancora in alcuni documenti del Diplomatische Geschichte der alten Grafen von Ravensberg, assieme a marito e figlie:
- il n° XCIV, del maggio 1323[9];
- il n° XCV, del marzo 1325[10];
- il n° XCVI, del luglio 1325[11];

Suo marito, Ottone (Otto nobilis vir comes in Ravensberg) compare per l'ultima volta nel documento XCIX del febbraio 1328 del Diplomatische Geschichte der alten Grafen von Ravensberg e, come ci viene confermato dal Zeitschrift für vaterländische Geschichte und Altertumskunde, Volume 1, morì il 20 febbraio di quello stesso anno. Gli succedette il fratello, Bernardo, che nel documento n° CV del Diplomatische Geschichte der alten Grafen von Ravensberg viene citato come conte di Ravensberg (Bernhardum comitem de Ravensberghe).
Poiché Bernardo non era sposato si adoperò affinché la contea fosse ereditata dalla nipote, Margherita, figlia di Margherita ed Ottone IV; nel 1336, l'imperatore, Ludovico il Bavaro, secondo il documento n° 306 del Urkundenbuch für die Geschichte des Niederrheins, Volume 3, accettò che la nipote, Margherita, fosse erede di Bernardo e decretò inoltre che Margherita ereditasse anche la contea di Berg, nel caso che il conte Adolfo VI morisse senza discendenza.
Bernardo (Bernhardus comes de Ravensberghe) compare per l'ultima volta nel documento XVII del febbraio 1346 del Zeitschrift für vaterländische Geschichte und Altertumskunde, Volume 1 e, come ci viene confermato dal Zeitschrift für vaterländische Geschichte und Altertumskunde, Volume 1, morì nel settembre di quello stesso anno. Gli succedette Margherita, assieme al marito, Gerardo di Berg, che poi due anni dopo erediterà anche la contea di Berg.
Suo fratello, Adolfo VI, morì nel 1348; secondo il Düsseldorf St Maria Memorienbuch (non consultato), Adolfo morì il 3 aprile 1348, e fu sepolto nell'Abbazia d'Altenberg.
Essendo senza discendenza, prima di morire stabilì che la successione spettasse alla sorella, Margherita e ai suoi eredi. La contea di Berg passò alla nipote, figlia di Margherita, anche lei di nome Margherita, Contessa di Ravensberg ed al di lei marito, Gerardo di Berg, che, secondo la Allgemeine Deutsche Biographie era il figlio maschio primogenito del primo duca di Jülich, Guglielmo I e della moglie, Giovanna di Hainaut.

## Figli
Margherita a Ottone diede due figlie:
- Edvige[7] († 5 dicembre 1336), che sposò il duca Guglielmo II di Brunswick-Lüneburg, come ci viene confermato dal documento CII del Diplomatische Geschichte der alten Grafen von Ravensberg (Hadewigis ducisse de Luneborg)[24];
- Margherita (1320 circa - † 13 febbraio 1389), che, nel 1344, sposò Gerardo di Berg, futuro conte di Berg, come ci viene confermato dal Ravensberger Regesten (Bielefeld), Vol. I (non consultato)[22].

### Fonti primarie
- (LA)  Levold's von Northof Chronik der Grafen von der Mark.
- (LA)  Urkundenbuch für die Geschichte des Niederrheins, Volume 3.
- (LA)  Monumenta Germaniae Historica, tomus XXIII.
- (LA)  Chronologia Johannes de Bek.
- (DE)  (LA)  #ES Zeitschrift für vaterländische Geschichte und Altertumskunde, Volume 1.
- (LA)  Histoire du Limbourg, vol VI: Codex diplomaticus Valkenburgensis.
- (LA)  #ES Diplomatische Geschichte der alten Grafen von Ravensberg.

### Letteratura storiografica
- (DE)  Gerardo conte di Berg_e_Ravensberg, da Allgemeine Deutsche Biographie